# Microtus savii tolfetanus
Microtus savii tolfetanus is een ondersoort van Savi's woelmuis (Microtus savii) die voorkomt in de Tolfa-heuvels ten noordwesten van Rome, in het noordoosten van Latium. De naam tolfetanus is afgeleid van de volksnaam voor de mensen die in de Tolfa-heuvels wonen.
Deze ondersoort is relatief groot en de kiezen zijn sterk verschillend van die van M. s. savii. Hoewel de variatie in Savi's woelmuis meestal vrij geleidelijk verloopt, laat de grens van de verspreiding van M. s. tolfetanus een plotselinge toename zien van de grootte.